# Кубок данської ліги з футболу 2005
Кубок данської ліги 2005 — 1-й розіграш Кубка данської ліги. Переможцем став Брондбю.

## Регламент
У турнірі взяли участь три клуби. Кожен клуб зіграв з кожним по одному тайму тривалістю 45 хвилин. Матчі відбулись на стадіоні Брондбю.

## Матчі
| Команда 1     | Рахунок | Команда 2   |
| ------------- | ------- | ----------- |
| 13 липня 2005 |         |             |
| Брондбю       | 2:1     | Мідтьюлланн |
| Копенгаген    | 1:1     | Брондбю     |
| Мідтьюлланн   | 3:1     | Копенгаген  |

## Підсумкова таблиця
| М  | Команда     | І | В | Н | П | МЗ | МП | РМ | О |
| -- | ----------- | - | - | - | - | -- | -- | -- | - |
| 1. | Брондбю     | 2 | 1 | 1 | 0 | 3  | 2  | +1 | 4 |
| 2. | Мідтьюлланн | 2 | 1 | 0 | 1 | 4  | 3  | +1 | 3 |
| 3. | Копенгаген  | 2 | 0 | 1 | 1 | 2  | 4  | −2 | 1 |